# Liotrigona parvula
Liotrigona parvula är en biart som beskrevs 1971 av Roger Darchen. Arten ingår i släktet Liotrigona och familjen långtungebin. Inga underarter finns listade.

## Utseende
L. parvula är ett mycket litet bi med en kroppslängd på 2–4 mm. Kroppen är svart med rödaktiga käkar, antenner och fotspetsar. Arten har sparsam, vit behåring på nedre delen av ansiktet, delar av mellankroppen och benen. Den är nära släkt med Liotrigona bottegoi som den också är mycket svår att skilja från, bortsett från några detaljer på utformningen av mellankroppens främre del och baklåren.

## Utbredning
Utbredningsområdet omfattar Väst-, Central- och södra Afrika. I norr når den till Liberia och Elfenbenskusten, i öster till Kongo-Kinshasa, och i söder till Namibia, Sydafrika och Zimbabwe.

## Ekologi
Släktet Liotrigona tillhör de gaddlösa bina, ett tribus (Meliponini) av sociala bin som saknar fungerande gadd. De har dock kraftiga käkar och kan bitas ordentligt.
Arten är en födogeneralist som flyger till blommande växter från många olika familjer som agaveväxter, araliaväxter, cherimoyaväxter, emblikaväxter, gräs, kejsarrosväxter, måreväxter, palmer, tropikmandelväxter, törelväxter, verbenaväxter, vitmangroveväxter och ärtväxter.

## L. parvulaoch människan
Som alla arter inom släktet är L. parvula en viktig pollinatör, av betydelse både för jordbruk och ekosystem i stort. Biet hålles inte som tambi, men det förekommer att man skördar honung från vildlevande samhällen. Bona byggs i mindre håligheter i träd.